# Micheal Ray Richardson
Micheal Ray Richardson (Lubbock, 11 april 1955) is een Amerikaans voormalig basketbalspeler die als pointguard en als shooting guard speelde. Hij speelde acht seizoenen in de NBA (1978-1986) voor New York Knicks, Golden State Warriors en New Jersey Nets. Van 1988 tot 2002 speelde hij voor verschillende clubs in Kroatië, Italië en Frankrijk.
Richardson had in zowel het seizoen 1979/80, 1982/83 als 1984/85 de meeste steals van alle spelers in de NBA. Daarbij leverde hij in 1979/80 ook de meeste assists. Hij werd vier keer verkozen tot All-Star (1980–1982, 1985). Richardson werd in 1986 levenslang geschorst door de NBA nadat hij drie keer de dopingregels had overtreden. Die schorsing werd in 1988 opgeheven, maar Richardson speelde inmiddels in Italië en bleef ook de rest van zijn carrière voor Europese teams spelen. Richardson won in 1990 de European Cup Winners' Cup met Virtus Bologna en was de topscorer van zijn team in de finale tegen Real Madrid. Na zijn carrière als speler werd hij basketbalcoach, zowel in zijn geboorteland als in Canada.